# Manuel Linhares de Andrade
Manuel Linhares de Andrade (São Roque do Pico, 13 de janeiro de 1913 — Angra do Heroísmo, 4 de abril de 2007) foi um advogado e político açoriano que, entre outras funções, foi presidente da Junta Geral do Distrito Autónomo da Horta e um dos fundadores do Núcleo Cultural da Horta.

## Biografia
Manuel Linhares de Andrade nasceu em São Roque do Pico, filho de Ana Linhares de Lima Andrade e de Emílio Soares de Andrade e sobrinho do coronel Henrique Linhares de Lima, uma importante figura da política local e nacional. Depois de concluir o ensino secundário no Liceu Nacional da Horta, em 1943 licenciou-se em Direito pela Universidade de Lisboa.
Em 1944 foi nomeado secretário do Ministro da Economia, Supico Pinto, mas pouco depois fixou-se na cidade da Horta, onde exerceu advocacia, tendo sido presidente da Delegação Regional dos Açores da Ordem dos Advogados.
Foi presidente da Junta Geral do Distrito Autónomo da Horta, entre 1953 e 1974, sendo um dos fundadores, em 1954, do Núcleo Cultural da Horta e membro dos corpos sociais de diversas associações e colectividades. Ingressou na carreira do notariado, sendo notário em São Roque do Pico e depois em Lisboa, onde se posentou em 1976.
Após o 25 de Abril de 1974 aderiu ao CDS, tendo sido presidente da Assembleia da Ilha do Faial daquele partido e desempenhado vários cargos.
Era cavaleiro da Ordem do Santo Sepulcro e foi agraciado com a Ordem do Infante D. Henrique. O seu nome é lembrado na toponímia da freguesia das Ribeiras (Lajes do Pico), onde foi, enquanto presidente da Junta Geral da Horta, o principal impulsionador da construção do respectivo porto de pescas. Publicou múltiplos artigos na imprensa local e é autor da monografia Subsídios para a História de uma Família das Ilhas de Oeste - Os Linhares das Ilhas do Faial e Pico (Evolução Sociológica).